# Šarišská Trstená
Šarišská Trstená este o comună slovacă, aflată în districtul Prešov din regiunea Prešov. Localitatea se află la altitudinea de 400 m deasupra n.m., se întinde pe o suprafață de 1,85 km2 și în 2017 număra 362 de locuitori.

## Istoric
Localitatea Šarišská Trstená este atestată documentar din 1345.

## Demografie
| An:                | 1994 | 2004    | 2014    | 2024    |
| ------------------ | ---- | ------- | ------- | ------- |
| Număr de persoane: | 219  | 271     | 341     | 377     |
| Diferență:         |      | +23,74% | +25,83% | +10,55% |

| An:                | 2023 | 2024   |
| ------------------ | ---- | ------ |
| Număr de persoane: | 370  | 377    |
| Diferență:         |      | +1,89% |